# چپیوس

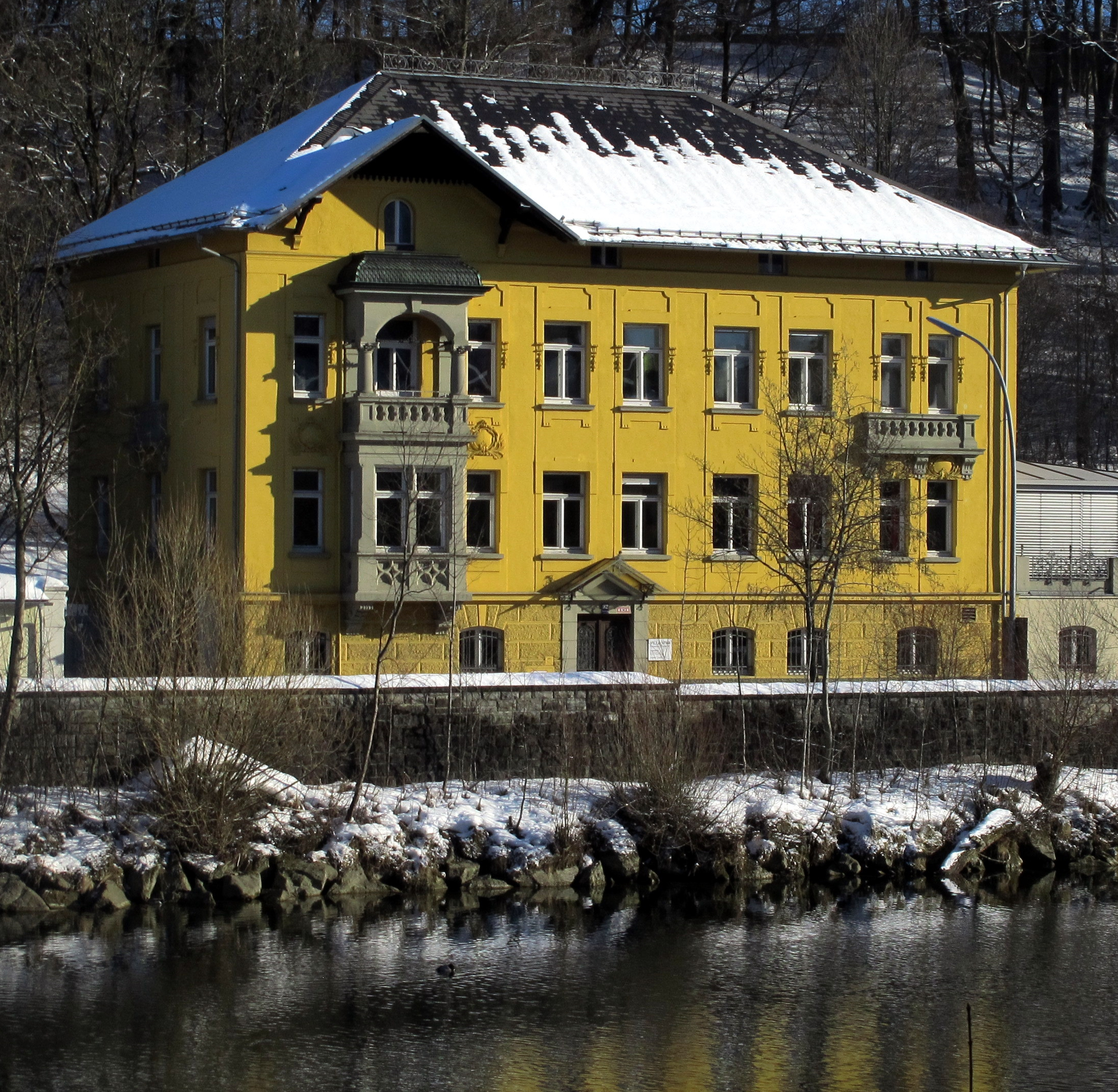
ویلا در کنار خیابان فاسنر

چپیوس (به آلمانی: Chapuis-Villa) (ساخته شده در ۱۸۹۷ میلادی) نام باغ ویلایی است در کنار رود ایلر در ایالت بایرن آلمان. چپیوس در یک باغ تاریخی جای دارد. این ویلای تاریخی در منطقه شهری کمپتن ایم آلتگاو واقع شده‌است. ساختمان ویلا سه طبقه می‌باشد و شیروانی کوتاهی دارد.

## نگارخانه اندرونی باغ

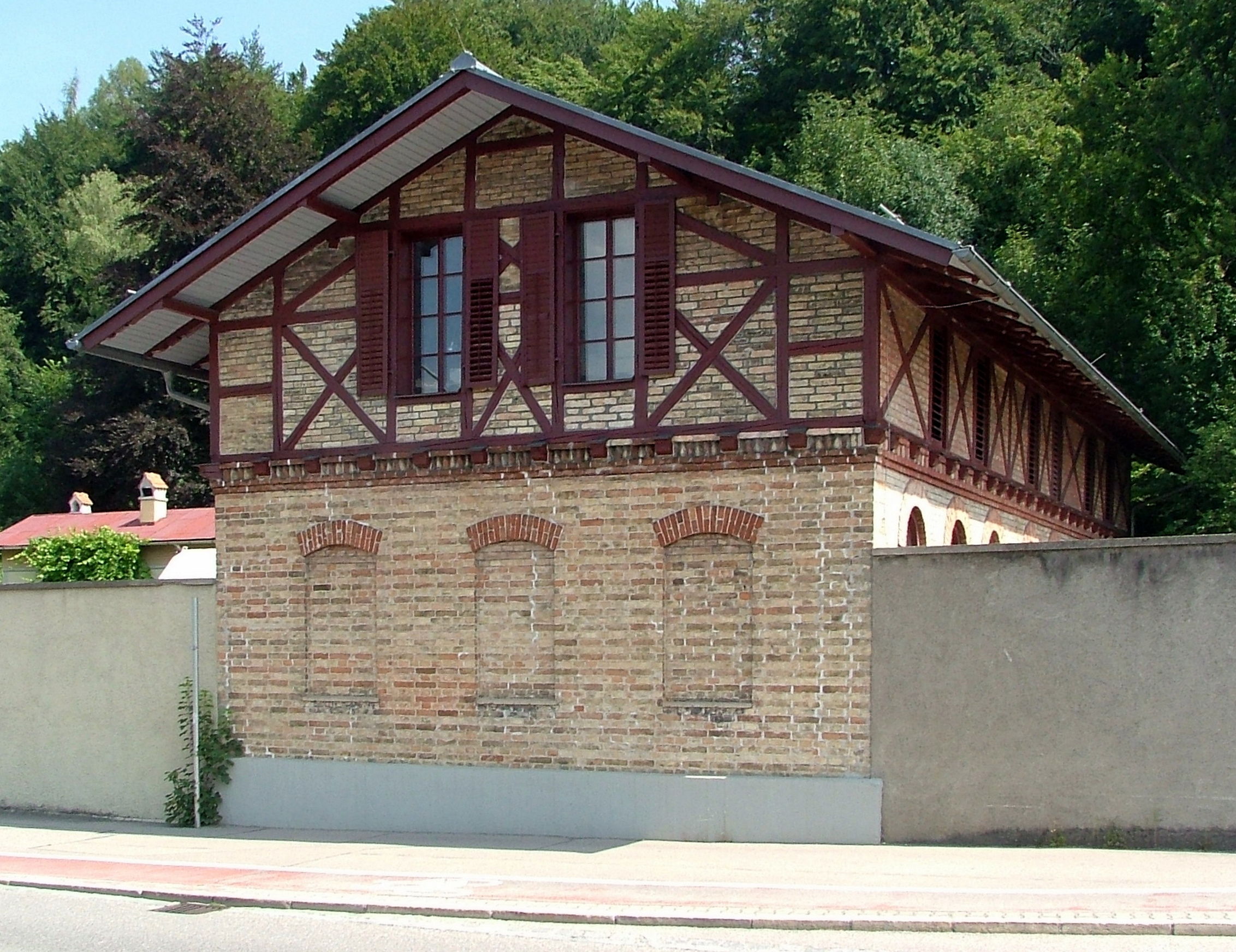
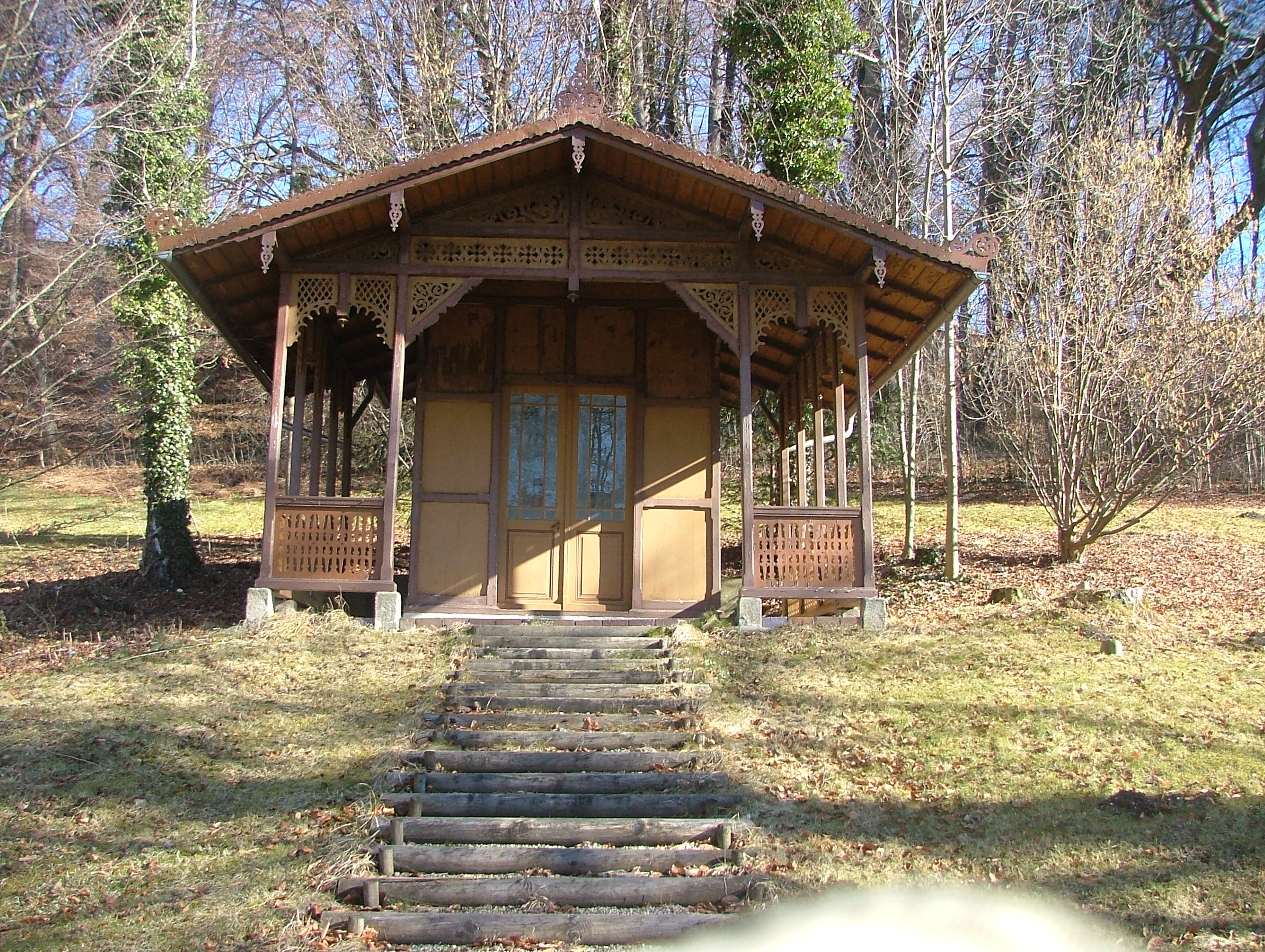
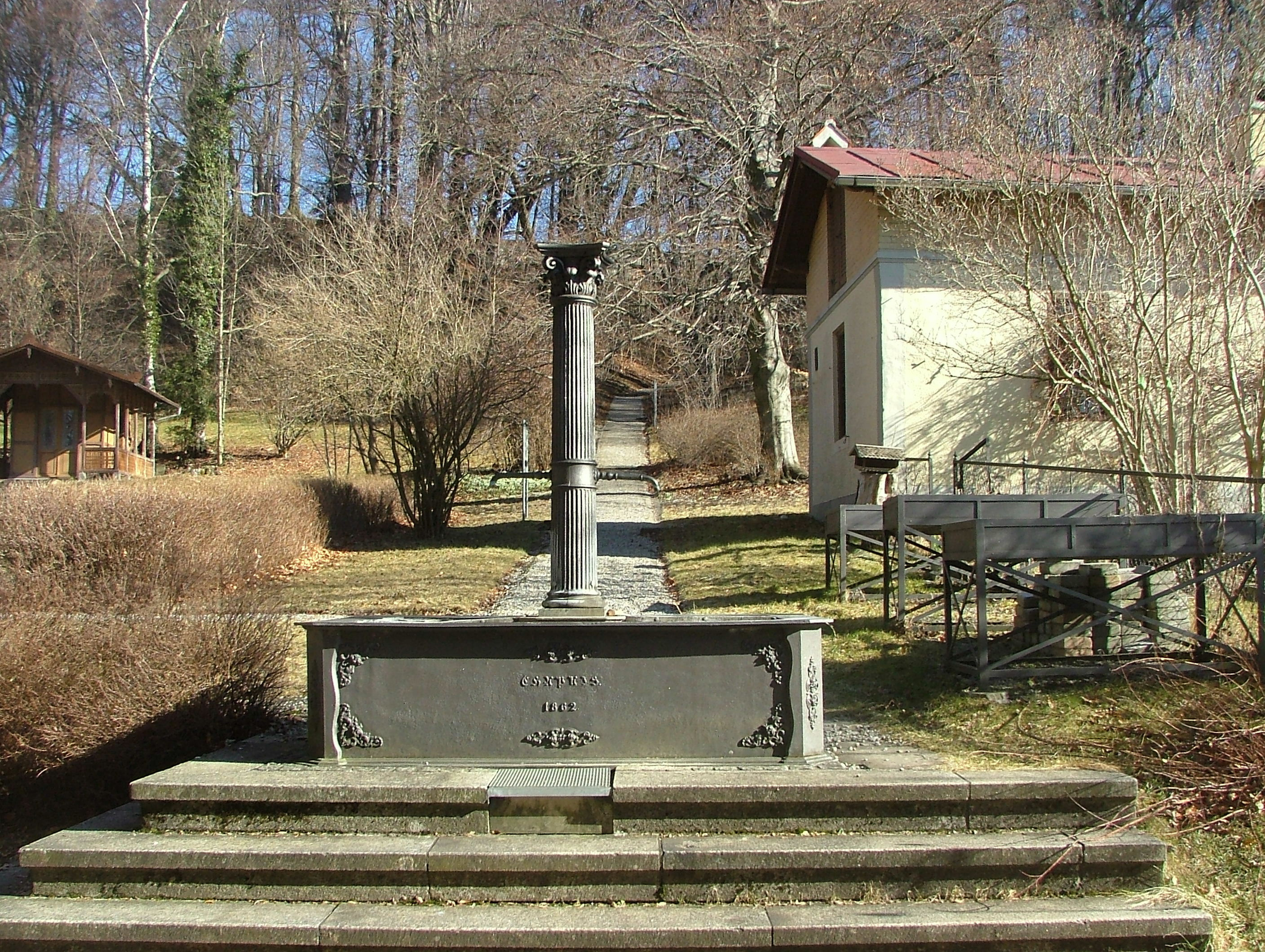
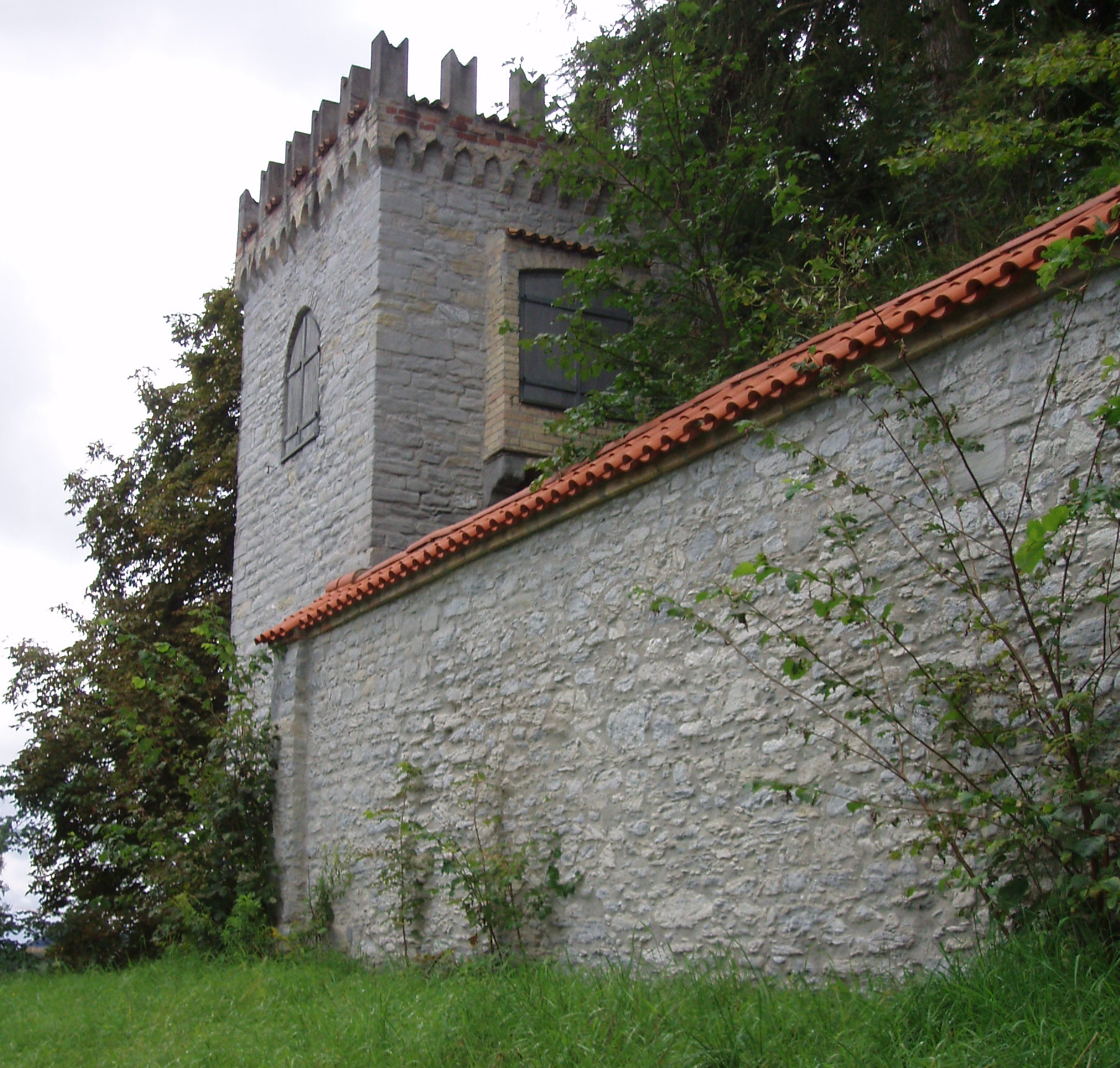